# Simon Maurberger
Simon Maurberger (Valle Aurina, 20 de febrero de 1995) es un deportista italiano que compite en esquí alpino. Ganó una medalla de bronce en el Campeonato Mundial de Esquí Alpino de 2019, en la prueba de equipo mixto. 

## Palmarés internacional
| Campeonato Mundial | Campeonato Mundial | Campeonato Mundial | Campeonato Mundial |
| Año                | Lugar              | Medalla            | Prueba             |
| ------------------ | ------------------ | ------------------ | ------------------ |
| 2019               | Åre (Suecia)       | Medalla de bronce  | Equipo mixto       |